# Gilbert Bonnemaison
Pour les articles homonymes, voir Bonnemaison (homonymie).
 (juillet 2021).
Si vous disposez d'ouvrages ou d'articles de référence ou si vous connaissez des sites web de qualité traitant du thème abordé ici, merci de compléter l'article en donnant les références utiles à sa vérifiabilité et en les liant à la section « Notes et références ».
Gilbert Bonnemaison, né le 21 juin 1930 à Paris et mort le 30 janvier 2008 à Haussez (Seine-Maritime), est un homme politique français membre du Parti socialiste. Il est  Maire d'Épinay-sur-Seine de 1967 à 1995 et député de Seine-Saint-Denis de 1981 à 1993.

## Biographie
Ancien maire d'Épinay-sur-Seine et député de Seine-Saint-Denis pendant 12 ans, Gilbert Bonnemaison est spécialiste des questions de sécurité. Son nom reste associé au rapport de la commission qu'il préside sur le sujet en 1982, Par suite de problèmes de santé, il cesse ses activités en 1995. Il est dessinateur industriel de profession.
Il organise dans sa ville en 1971, à la demande de François Mitterrand, le Congrès d'Épinay, qui voit le futur président de la république prendre la tête du Parti socialiste

## Le rapport Bonnemaison
Gilbert Bonnemaison préside la commission des maires sur la sécurité « Face à la délinquance : prévention, répression, solidarité » (décembre 1982). Le rapport de cette commission préconise une coopération entre l’État et les collectivités territoriales pour mener des politiques de prévention s’appuyant sur le tissu associatif. Suivent la création du Conseil national de prévention de la délinquance (CNPD), et celles de conseils départementaux (CDPD) et communaux (CCPD). Le maire, président du CCPD, anime l’action des acteurs locaux de sécurité.
Gilbert Bonnemaison est président de la commission des maires sur la sécurité en 1982, vice-Président du Conseil national de prévention de la délinquance de 1983 à 1987 puis membre du bureau jusqu’à sa dissolution en 1989. Il fut aussi vice-président avec André Diligent, le Sénateur-Maire de Roubaix, du Conseil national des villes.
Il est fondateur et président, pendant plusieurs années, du :
- Forum Européen pour la Sécurité Urbaine (Efus)
- Forum Français pour la Sécurité Urbaine (FFSU)
- Centre international pour la prévention de la criminalité, basé à Montréal. (1994-2000).

Gilbert Bonnemaison est chevalier de la Légion d'honneur et officier de l’Ordre national du Mérite.

## Distinctions
- Chevalier de l'ordre des Palmes académiques
- Chevalier de la Légion d'honneur
- Officier de l'ordre national du Mérite

## Anciens mandats électifs
- 1959 : Maire Adjoint d’Épinay-sur-Seine
- 1967-1995 : Maire d’Épinay-sur-Seine
- 1981-1993 : Député de la première circonscription de la Seine-Saint-Denis
- 1973-1988 : Conseiller général de la Seine-Saint-Denis
- Conseiller régional d'Île-de-France.